# Seznam poštovních známek Protektorátu Čechy a Morava
Protektorát Čechy a Morava, vyhlášený 16. března 1939 používal zpočátku (do prosince 1939) původní československé známky.
Následovaly československé známky s přetiskem a známky označené dvojjazyčně „Böhmen und Mähren“ a „Čechy a Morava“
Od roku 1942 byly známky označeny též „Deutsches Reich“ a od roku 1943 „Grossdeutsches Reich“.
Platnost posledních protektorátních známek známek skončila 16. května 1945.
Kromě běžných výplatních a příležitostných známek (mnohé s příplatkem) vycházely též novinové a doplatní známky.
Během let 1939–1945 tak vyšlo 122 výplatních a příležitostných a 60 ostatních známek. Generální sbírka tak má celkem 182 různých známek.
Za první známku protektorátu lze považovat československou známku s TGM, která vyšla ještě s nápisem Česko-Slovensko ale až v dubnu 1939.

## Sběratelství
Ve 30. letech a poté i za války lidé často investovali do poštovních známek, mezi lidmi jich bylo nakoupené velké množství. Po roce 1945 byla ražena teze o kontinuitě Československa a protektorátní známky byly prohlášeny za známky cizí mocnosti a zájem o ně upadal. Po roce 1948 bylo až do 80 let zakázáno o těchto známkách psát, vystavovat je a obchodovat s nimi (na tuzemském trhu, do ciziny mohly být za valuty prodávány), byly též považovány za propagaci nacismu. Došlo dokonce k zabavení sbírek a uvěznění některých sběratelů. Nebyly ani uváděny v katalozích.
Zatímco v Německu byly známky běžně sbírány, větší rozmach na československém území přišel až v 80 letech.
Vzhledem k relativně nízkému počtu protektorátních známek není velký problém shromáždit kompletní známkovou zemi, sběratelé se pak zaměřují na různé tiskové odchylky, deskové značky, vícebloky apod.

## Protiněmecké žertíky na známkách
Tvůrcům známek se podařilo skrýt v námětech několik protiněmeckých žertíků.

### Ve prospěch červeného kříže
Na těchto známkách je nejprve 1940 lehce raněný stojící voják, v roce 1941 ležící voják, v roce 1942 již ležící voják v těžkém stavu a následně v roce 1943 pouze kříž. V roce 1944 již nevyšly.

### Krajiny a města
Do těchto známek tvůrci ukryli v mracích vždy část obrysu státní hranice bývalého Československa.

## Přehled sérií
| číslo   | datum              | název                                 | obrázek | grafika                                    | rytí                                 | námět | nominální hodnota | platnost do                                       | přibližný náklad        |
| ------- | ------------------ | ------------------------------------- | ------- | ------------------------------------------ | ------------------------------------ | --- | ----------------- | ------------------------------------------------- | ----------------------- |
| 352     | 23. dubna 1939     | TGM                                   |         | B. Heinz                                   | B. Heinz                             | TGM s nápisem ČESKO-SLOVENSKO                                                                                         | 1 K               | pouze na území Čech a Moravy do 15. prosince 1939 | 34 mil.                 |
| 1-19    | 15. července 1939  | Přetiskové provizorium                |         |                                            |                                      | Různé |                   | 15. prosince 1939                                 | statisíce               |
| 20-27   | 1939-1941          | Lipové listy                          |         | A. Schaumann                               |                                      | Lipové listy |                   | 31. března 1943                                   | 1,4-9 mil.              |
| 28-40   | 29. července 1939  | Krajiny, hrady a města                |         | K. Vik B. Heinz J. C. Vondrouš V. Silovský | B. Heinz K. Seizinger                | Zvíkov, Karlštejn, Kutná Hora, Praha, Brno, Olomouc, Zlín, Ostrava, Karlův most                                       | 40h-20K           | 31. března 1943                                   | neuveden                |
| 41-49   | 31. března 1940    | Krajiny, hrady a města II.            |         | K. Vik J. C. Vondrouš V. Silovský          | J. Goldschmied B. Heinz              | Jindřichův Hradec, Pernštejn, Brno, Pardubice, Bechyně, České Budějovice, Kroměříž, Valdštejnská zahrada, Karlův most | 50h-20K           | 31. března 1943                                   | neuveden                |
| 50-51   | 29. června 1940    | Německý červený kříž I.               |         | M. Geyer                                   |                                      | Voják s rukou na pásce, s kuponem                                                                                     | 60+40h, 1,2K+80h  | 31. prosince 1940                                 | po 1,7 mil.             |
| 52-53   | 20. dubna 1941     | Německý červený kříž II.              |         | M. Geyer                                   |                                      | Voják v nemocnici, s kuponem                                                                                          | 60+40h, 1,2K+80h  | 31. prosince 1941                                 | po 1,7 mil.             |
| 54-56   | 28. července 1941  | Lipové listy                          |         | A. Schaumann                               | J. Goldschmied                       | Lipové listy | 60h, 80h, 1K      | 31. března 1943                                   | neuveden                |
| 57-61   | 28. července 1941  | Krajiny, hrady a města III.           |         | K. Vik J. C. Vondrouš V. Silovský          | K. Seizinger J. Goldschmied B. Heinz | Praha, Kutná Hora, Pardubice, Brno, Pernštejn                                                                         |                   | 31. března 1943                                   | neuveden                |
| 62-63   | 25. srpna 1941     | Antonín Dvořák - 100. výročí narození |         | J. Sejpka                                  | J. Goldschmied                       | Antonín Dvořák, s kuponem                                                                                             | 60h, 1,2K         | 31. prosince 1942                                 | po 2,2 mil.             |
| 64-67   | 7. září 1941       | Pražské veletrhy                      |         | J. Sejpka V. Silovský                      |                                      | Oráč, vysoká pec |                   | 31. prosince 1942                                 | po 2 mil.               |
| 68-71   | 25. října 1941     | 150. výročí úmrtí W. A. Mozarta       |         | A. LAngenberger J. Sepjka                  |                                      | Stavovské divadlo, Mozart                                                                                             | 30+30h - 2,5K     | 31. prosince 1942                                 | 1,9-2,1 mil.            |
| 72-73   | 15. března 1942    | Přítisk ke 3. výročí protektorátu     |         |                                            |                                      | Známky s Prahou a Brnem (III. série), přítisk s orlicí a datem                                                        |                   | 31. prosince 1942                                 | po 1 mil.               |
| 74-77   | 20. dubna 1942     | 53. narozeniny A. Hitlera             |         | A. Sejpka                                  | J. Goldschmied                       | A. Hitler |                   | 31. prosince 1942                                 | po 2,1 mil.             |
| 78-99   | červenec 1942      | A. Hitler                             |         | J. Sejpka                                  | J. Schmidt                           | A. Hitler |                   | 16. května 1945                                   | 2-57 mil.               |
| 100-101 | 1. září 1942       | Německý červený kříž III.             |         | M. Geyer                                   |                                      | Umírající voják | 60+40h, 1,2K+80h  | 31. prosince 1942                                 | po 2,34 mil.            |
| 102     | 10. ledna 1943     | Den poštovní známky                   |         | A. Erhardt                                 |                                      | Postilion na koni | 60 h              | 30. června 1943                                   | 2 mil.                  |
| 103-105 | 29. ledna 1943     | Zimní pomoc                           |         | A. Langenberger                            |                                      | Karel IV, Petr Parléř, Jan Lucemburský                                                                                |                   | 30. června 1943                                   | po 2 mil.               |
| 106-107 | 20. dubna 1943     | 54. narozeniny A. Hitlera             |         | J. Schmidt                                 |                                      | A. Hitler na Pražském hradě                                                                                           |                   | 30. září 1943                                     | po 2,4 mil.             |
| 108-110 | 22. května 1943    | 130. výročí narození R. Wagnera       |         | A. Erhardt A. Langenberger                 |                                      | Richard Wagner, motivy z oper Sigfried a Mistři pěvci norimberští                                                     | 60-250h           | 30. září 1943                                     | 0,9-2,1 mil.            |
| 111     | 28. května 1943    | - 1. výročí úmrtí R. Heydricha        |         | F. Rotter                                  |                                      | Reinhard Heydrich | 60+40 h           | 30. září 1943                                     | 1,280 mil + 1000 aršíků |
| 112     | 16. září 1943      | Německý červený kříž IV.              |         | A. Erhardt                                 |                                      | Orlice na červeném kříži                                                                                              | 1,20+8,80 K       | 31. prosince 1943                                 | 2,58 mil.               |
| 113-115 | 15. března 1944    | 5. výročí protektorátu                |         | A. Erhardt                                 |                                      | Chodský a hanácký kroj, Orlice a znaku Čech a Moravy                                                                  |                   | 31. prosince 1944                                 | po 3 mil.               |
| 116-117 | 20. dubna 1944     | 55. narozeniny A. Hitlera             |         | A. Erhardt                                 |                                      | A. Hitler |                   | 31. prosince 1944                                 | po 2,9 mil.             |
| 118-119 | 12. května 1944    | 60. výročí úmrtí B. Smetany           |         | J. Sejpka                                  | J. Goldschmied                       | Bedřich Smetana |                   | 16. května 1945                                   | po 3 mil.               |
| 120-121 | 21. listopadu 1944 | 600. výročí založení chrámu sv. Víta  |         | J. Schmidt                                 |                                      | Chrám sv. Víta | 1,5k, 2,5K        | 16. května 1945                                   | po 3 mil.               |
| 122     | 1. února 1945      | A. Hitler                             |         | J. Schmidt                                 | J. Goldschmied                       | A. Hitler | 4,20 K            | 16. května 1945                                   | neuveden                |

## Ostatní známky
| NV1-NV18 | 25. srpna 1939 15. února 1943 | Novinové            |  | J. Benda    | Druhé vydání má navíc nápis Deutsches Reich                                                                           |
| OT1      | 1939                          | Obchodní tiskoviny  |  |             | |
| DR1-2    |                               | Doruční známky      |  | A. Erhardt  | |
| DL1-14   |                               | Doplatní známky     |  | A. Erhardt  | |
| SL1-12   | 1941                          | Služební známky I.  |  | A. Erhardt  | |
| SL13-24  | 1943                          | Služební známky II. |  | A. Erhardt  | |
| Pr1      | 1943                          | Připouštěcí známka  |  | B. Fojtášek | Známky určené na balíky zasílané do židovského ghetta v Terezíně. Často se vyskytují padělky (na obrázku též padělek) |